# Burg Wilenstein
Die Burg Wilenstein, auch Burg Wilenstein-Flörsheim, selten auch Willenstein genannt, ist die teilrestaurierte Ruine einer Höhenburg aus dem 12. Jahrhundert im Landkreis Kaiserslautern in Rheinland-Pfalz.
Die ursprüngliche Einzelburg Wilenstein wurde später zur Doppelburganlage zusammen mit der Unterburg Flörsheim, die Mitte des 14. Jahrhunderts durch die Herren von Flersheim erbaut wurde. Im Dreißigjährigen Krieg wurde das gesamte Ensemble 1633/34 erheblich in Mitleidenschaft gezogen.
Von der ehemaligen Doppelburg sind heute nur noch Mauerreste erhalten, die überwiegend zur Oberburg gehören.

## Geographische Lage
Burg Wilenstein liegt im nordwestlichen Pfälzerwald rechts oberhalb des Karlstals der Moosalbe auf einem Bergsporn in einer Höhe von 344 m. Sie gehört zur Gemarkung von Trippstadt.

## Geschichte
Die ältere Burg Wilenstein wurde in früherer Literatur auf das Baujahr 1152 durch den späteren Kaiser Friedrich Barbarossa erbaut zum Schutz des Reichslandes um Kaiserslautern und zur Sicherung des staufischen Hausgutes verortet. Diese Sichtweise gilt inzwischen als veraltet.
Erste urkundliche Erwähnung findet ein Landolfo de Wilenstein im Jahre 1174 in einer Urkunde des Klosters Hornbach als dessen causidicus. Ab dem Jahre 1207 bekleidete der Ritter Gerwin von Wilenstein und ab 1237 der Ritter Eberhard von Wilenstein dieses Amt. 1247 waren die Grafen von Leiningen Lehnsherren der Burg. 1273 bemächtigte sich Ritter Johannes von Wilenstein in einem später Johanniskreuz genannten Weiler, der 7 km südöstlich der Burg liegt, eines steinernen Kreuzes. Es war durch Reinhart von Hohenecken als Hoheitszeichen seiner Familie errichtet worden. Trotzdem ließ Ritter Johannes widerrechtlich sein eigenes Wappen einmeißeln. Des „Herrn Johanns Creutz“ wurde 1551 erstmals urkundlich erwähnt und existiert heute noch real sowie im Ortsnamen von Johanniskreuz. In der Umgebung der Burg besaß das Kloster Otterberg ein Waldweiderecht.
1300 starb die Wilensteiner Linie der Wartenberger aus. Bei Erbstreitigkeiten zwischen Raugraf Konrad und Wildgraf Gottfried im Jahr 1334 wurde die Burg zerstört, anschließend aber wieder aufgebaut. Das Rittergeschlecht der Flersheimer und die leiningische Grafenwitwe von Falkenstein erhielten die Burg 1347 je zur Hälfte von der Kurpfalz zum Lehen. Das Gelände wurde zweigeteilt; es entstanden der östliche, hochadelige Falkensteiner Teil, Oberburg genannt, und der westliche, niederadelige Flersheimer Teil, der als Unterburg bezeichnet wurde. Zwischen den Nachbarn gab es anfangs immer wieder Auseinandersetzungen, ehe nach einem Jahr ein Burgfrieden geschlossen wurde. 1481 fiel die Burg infolge von Leininger Erbstreitigkeiten ganz an die Kurpfalz zurück.
Im Dreißigjährigen Krieg wurde die Burganlage 1633/34 zerstört und war in der Folgezeit vermutlich unbewohnt. 1719 erwarb Freiherr Ludwig Anton von Hacke, aus ursprünglich thüringischem Uradel stammend, die Ruine samt dem umgebenden Forstbezirk, wohnte jedoch in seiner 1 km östlich gelegenen Schlossresidenz in Trippstadt. Während der Französischen Revolution fiel die Burg 1792 an Frankreich. 1803 gelangte sie ins Eigentum des Elsass, 1865 durch Kauf an das Königreich Bayern.

## Anlage
Die Ruine der Oberburg weist Reste von Schildmauer, Tor, Palas, fünfeckigem Bergfried und Zwinger auf. Teilbereiche der direkt danebenliegenden Ruine der Unterburg sind frei zugänglich.
Anfang der 1960er Jahre wurde ein Teil der Oberburg restauriert und zu einem Schullandheim ausgebaut, das sich seit 1962 in der privaten Trägerschaft eines Fördervereins befindet. Das Heim wird als Selbstversorgerhaus mit 40 Plätzen geführt und kann Schulklassen, Jugend- und Freizeitgruppen aufnehmen.